# 圣若昂-杜曼特尼尼亚
圣若昂-杜曼特尼尼亚是巴西米纳斯吉拉斯州的一个市镇。总面积139.388平方公里，总人口4855人，人口密度34.8人/平方公里。